# Pack-In-Video
 (juin 2020).
Pack-In-Video (パック・イン・ビデオ, également appelé Pack-In-Soft) est une entreprise japonaise fondée en 1970 et disparue en 1996 qui exerce son activité dans le domaine du développement et de l'édition de jeux vidéo.

## Description
Pack-In-Video a notamment développé un bon nombre de jeux pour la NES.
En 1996, l'entreprise est fusionnée avec Victor Entertainment pour constituer le groupe Victor Interactive Software (actuellement intégré dans Marvelous Entertainment).

## Liste de jeux édités

### Game Boy
- Luna Lander
- Minesweeper
- Trump Boy

### Nintendo 64
- Nushi Tsuri 64: Shiokaze Ninotte

### PlayStation
- Downhill Snow
- Charumera
- Umi no Nushi Tsuri: Takarajima ni Mukatte

### Saturn
- Wangan Dead Heat
- Wangan Dead Heat + Real Arrange

### Super Nintendo
- AIII S.V.: A Ressha de Ikou 3 Super Version
- Monstania
- Umi no Nushi Tsuri
- Magical Pop'n
- Tony Meola's Sidekick Soccer

### TurboGrafx/Duo/PC Engine
- Armed Formation F
- Aurora Quest: Otaku no Seiza in Another World
- Deep Blue
- Metal Angel
- Metal Angel II

### Virtual Boy
- Virtual Fishing

## Liste de jeux développés

### 3DO
- Scramble Cobra

### PC-FX
- Boundary Gate: Daughter of Kingdom

### PlayStation
- Umi no Nushi Tsuri: Takarajima he Mukatte

### Super Nintendo
- Umi no Nushi Tsuri
- Harvest Moon

### NES
- Die Hard
- Thunderbirds
- Friday the 13th (jeu vidéo, 1989)[réf. nécessaire]
- Knight Rider
- Rambo